# Municipio D
Das Municipio D ist eine Verwaltungseinheit innerhalb der uruguayischen Hauptstadt Montevideo.

## Lage und Zusammensetzung
Das Municipio D erstreckt sich auf den zentralen, nördlichen Teil des Departamentos Montevideo. Es besteht aus den Barrios Toledo Chico, Manga, Piedras Blancas, Casavalle, Borro, Marconi, Las Acacias, Pérez Castellanos, Villa Española, Unión, Mercado Modelo y Bolívar, Cerrito de la Victoria und Aires Puros.

## Verwaltung
Alcalde des Municipios D ist im Jahr 2014 Sandra Nedov.